# Harpa goodwini
Harpa goodwini is een slakkensoort uit de familie van de Harpidae. De wetenschappelijke naam van de soort is voor het eerst geldig gepubliceerd in 1993 door Rehder.